# Logan Sargeant
Logan Hunter Sargeant (Fort Lauderdale, 31 de desembre del 2000) és un pilot d'automobilisme estatunidenc que competeix en la Fórmula 1 per l'equip Williams Racing. El pilot fou campió mundial de Kartings en 2015, tercer en la temporada 2020 de Fórmula 3 i quart en la temporada 2022 de Fórmula 2.

## Trajectòria

### Kartings
Logan va començar la seva vinculació amb l'automobilisme l'any 2008, quan va començar a competir amb Kartings, competint en competicions locals i regionals, i l'any següent es va traslladar a Europa, on va competir fins al 2016, i en aquest període va guanyar el Campionat del Món de Karts a la classe KF Junior, on es va convertir en el primer campió nord-americà a guanyar el torneig des de Lake Speed el 1978.

### Inici als monoplaçes

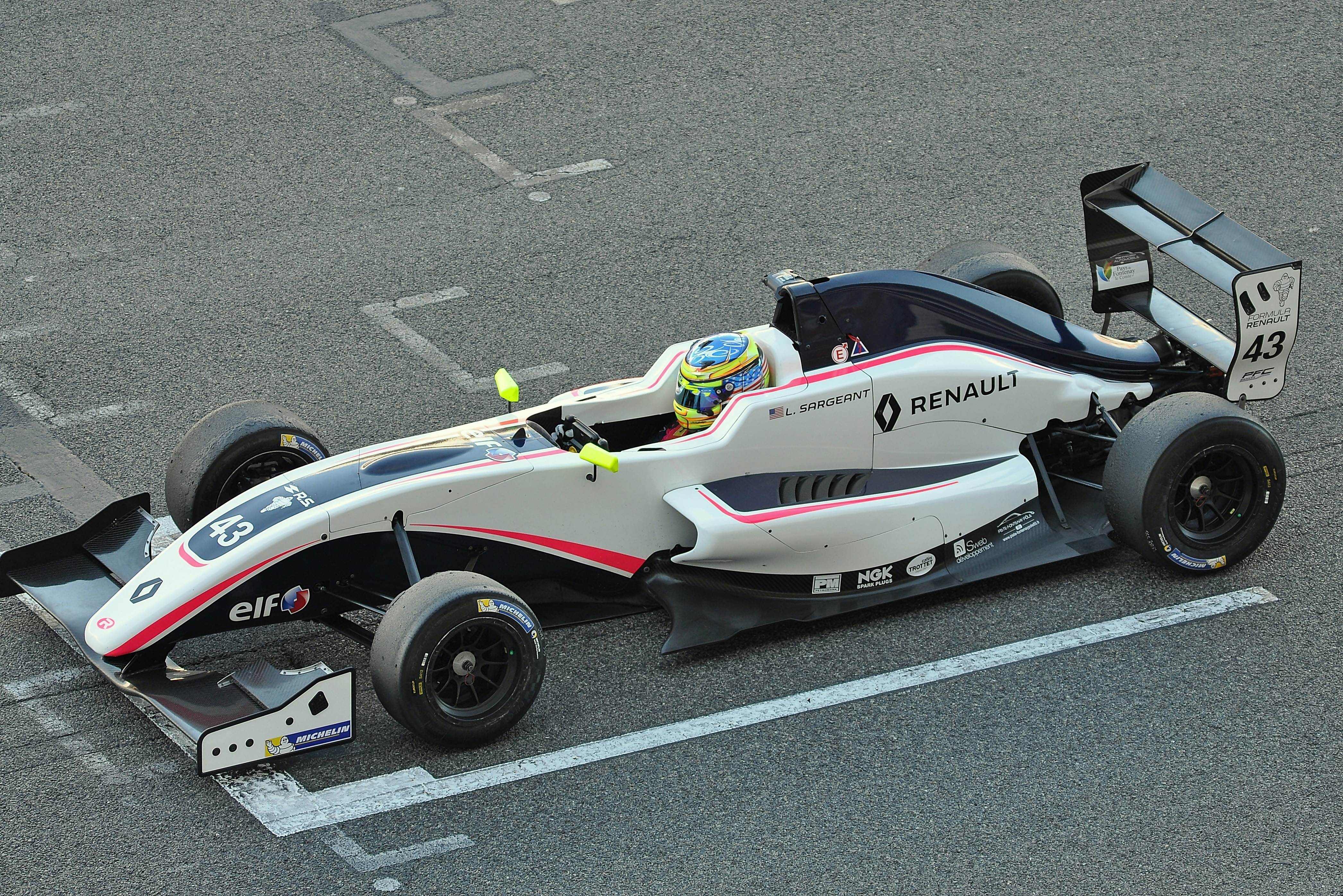
Sargeant en la Eurocopa de Fórmula Renault (2017).

El 2016, Sargeant va fer el seu debut als monoplaçes per a la temporada inaugural del Campionat dels Emirats Àrabs Units de Fórmula 4 amb l'equip Motopark. Tot i que no va guanyar cap cursa, va pujar al podi en quinze de les divuit carreres oficials i va acabar segon darrere del seu company d'equip Jonathan Aberdein amb 261 punts.
El 2017, Logan corre al campionat britànic de F4 per a l'equip Carlin, i al llarg del campionat, té dues victòries i acaba tercer, per darrere del campió Jamie Caroline i el seu company d'equip, Oscar Piastri.

### Fórmula Renault
El 2017, Sargeant participa en tres curses d'Eurocopa de Fórmula Renault per a l'equip Race-GP, i el 2018, esdevé titular de l'equip, i durant el campionat, Sargeant guanya en tres ocasions, obté dues poles, 7 podis i finalitza en quarta posició, amb 218 punts. El pilot també va participar en la Copa Nord-europea de Fórmula Renault, on en determinades curses, no va poder sumar punts. Sargeant va guanyar el Gran Premi de Monza, on va poder sumar punts, i el Nürburgring, que no va puntuar. Logan acaba la temporada en cinquè, amb 87 punts.

### Fórmula 3

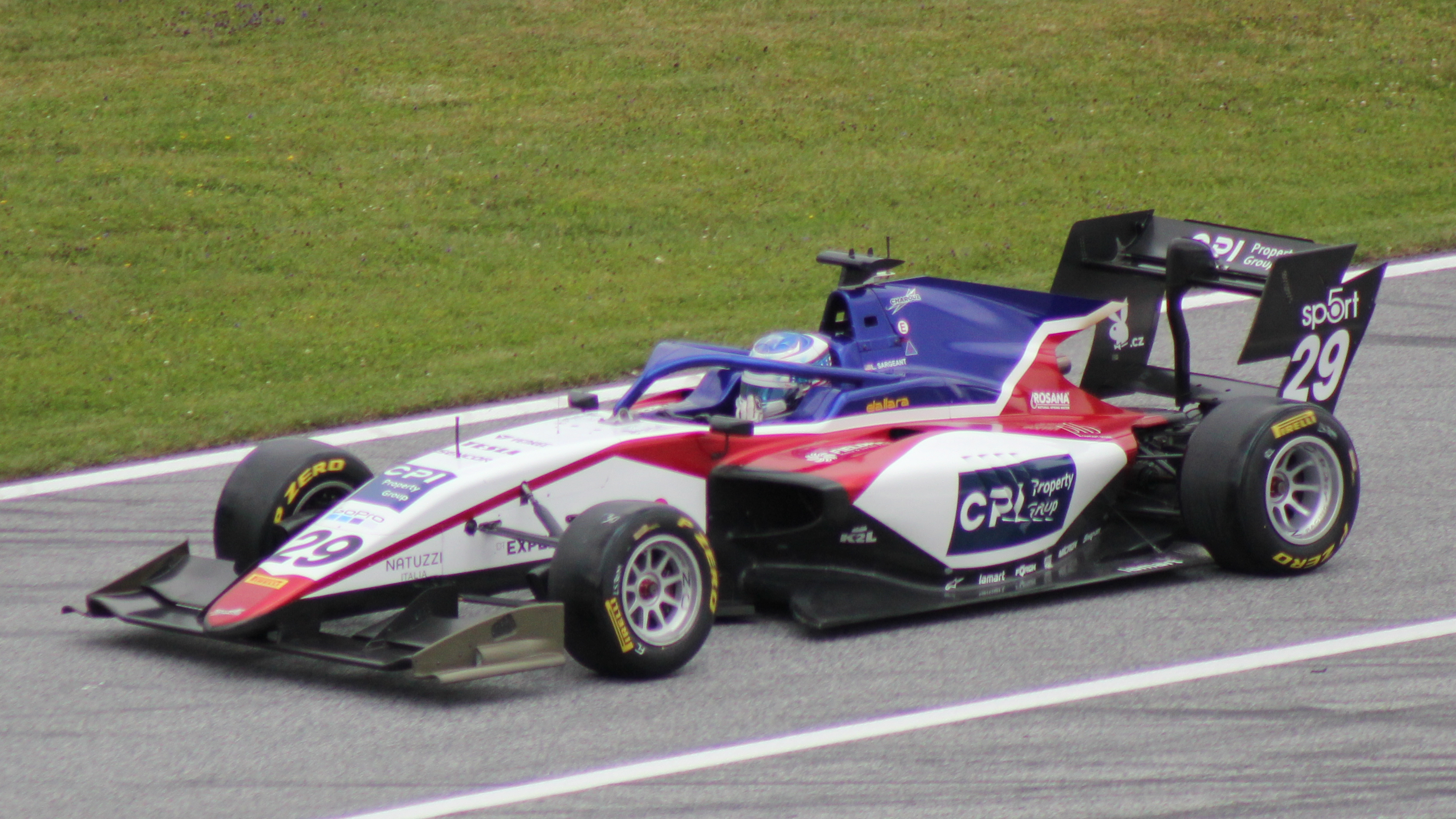
Sargeant en la Fórmula 3 (2021).

El 2019, Sargeant disputa la temporada inaugural de la Fórmula 3, competint per Carlin, després d'haver demostrat a la resta d'equips abans de la pretemporada, i durant el campionat, el pilot pateix la manca de competitivitat del cotxe i acaba en la dinovena posició. Logan també va competir al Gran Premi de Macau, on va quedar tercer, darrere de Richard Verschoor i Jüri Vips.
El 2020, Logan es trasllada a l'equip italià Prema Racing, fent equip amb Frederik Vesti. El pilot aconsegueix la seva primera victòria a la categoria quan guanya la segona ronda de Silverstone, i també guanya, aquesta vegada a la segona ronda de Spa-Francorchamps. Finalitza la temporada en tercera posició, obtenint 160 punts.
El 2021, després de no obtenir un lloc a la Fórmula 2 per motius econòmics, Logan es manté a la categoria i s'incorpora a l'equip Charouz Racing. A la temporada, aconsegueix el seu primer podi a la primera ronda de l'Hungaroring i repeteix la gesta a Spa, Zaandvort i aconsegueix l'única victòria a la primera ronda de Sotxi. El pilot acaba la temporada en setena posició, aconseguint 102 punts.

#### European Le Mans Series
A mitjans del 2021, Logan va participar de la European Le Mans Series per a l'equip Racing Team Turkey. El nord-americà substitueix a Harry Tincknell en dues curses, i a Paul Ricard, agafa la pole position i a la cursa, perd la victòria per falta de ritme dels seus companys, acaba en quarta posició, i a Monza, arriba a setè lloc.

### Fórmula 2

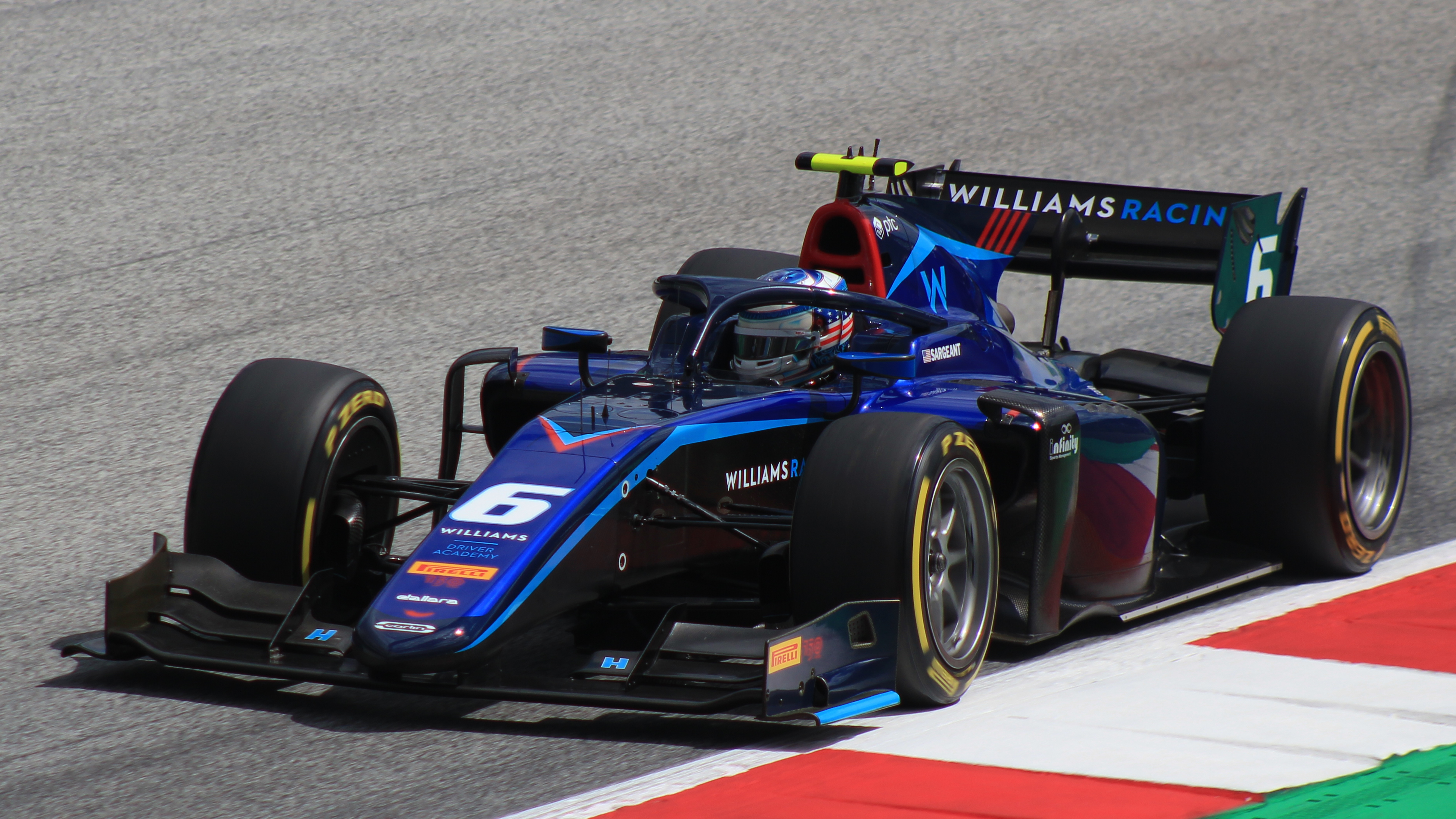
Logan competint en la Fórmula 2 (2022).

El 8 de desembre de 2020, Logan realitza les proves de Fórmula 2 amb l'equip Campos Racing, al circuit de Sakhir, però l'any següent, l'equip valencià escull Gianluca Petecof per motius econòmics i va continuar a la Fórmula 3, però després del final d'aquest campionat, Sargeant va ser cridat per l'equip HWA per substituir Jake Hughes a la ronda de Jiddah a la Fórmula 2, a la primera ronda, la carrera de debut, acaba en 16è lloc.
El 13 de desembre de 2021, un dia després d'acabar la temporada, l'equip Carlin anuncia el retorn de Sargeant per competir la temporada 2022, corrent juntament amb Liam Lawson per a l'equip anglès. En la cursa sprint de Barcelona, Logan arriba en tercera posició, obtenint el seu primer podi, a Bakú, acaba en segon lloc, només per darrere del noruec Dennis Hauger. A Silverstone, aconsegueix la seva primera pole-position i la seva victòria a la cursa de llarga durada, fent un cap de setmana excel·lent. A Spielberg, per a la cursa esprint, arriba en tercer lloc, però amb les penalitzacions dels dos primers, Logan guanya per segona vegada, fins i tot lluitant pel campionat. Obtè la seva darrera pole a Paul Ricard, i a la segona meitat del campionat, no aconsegueix podi, però a Yas Marina, Logan arriba en cinquena posició, acabant la temporada en quarta posició, guanyant el Premi Anthoine Hubert, premi al millor rookie de la temporada.

## Trajectòria a Fórmula 1
L'octubre de 2021, la vigília del GP dels Estats Units, l'escuderia Williams Racing va anunciar que Logan Sargeant formaria part de la seva acadèmia de joves pilots, i al desembre, en proves de posttemporada, Logan va tenir la seva primera experiència amb la Fórmula 1, quan conduïa el Williams FW43B, sent la primera vegada que condueix un cotxe de la màxima categoria de l'automobilisme.
L'any 2022, per al Gran Premi dels Estats Units, Logan debuta als entrenaments lliures, quan participa en la primera sessió i encara en aquest gran premi, el cap de l'equip Williams Jost Capito, anuncia que el pilot serà titular l'any següent, cas obté els punts necessaris de la superllicència. Sargeant va continuar competint en entrenaments lliures a Mèxic, São Paulo i Abu Dhabi.

### Williams Racing (2023-2024)
Després d'aconseguir els resultats necessaris per obtenir una superllicència a la Fórmula 2, En el dia 21 de novembre de 2022, Logan Sargeant és anunciat per l'equip anglès per competir la temporada 2023, substituint Nicholas Latifi i tenint com a company d'equip, el angle-tailandès Alexander Albon. El pilot va triar el número 2 com a dorsal de carrera, que ja va ser utilitzat per Stoffel Vandoorne entre el 2017 i el 2018 i també serà el primer estatunidenc a córrer en la categoria des d'Alexander Rossi el 2015.

## Resum de la carrera professional
| Temporada | Categoria                            | Equip                 | Curses               | Victòries            | Poles                | VR                   | Podis                | Punts                | Pos.                 |
| --------- | ------------------------------------ | --------------------- | -------------------- | -------------------- | -------------------- | -------------------- | -------------------- | -------------------- | -------------------- |
| 2016-17   | Campionat EAU de Fórmula 4           | Team Motopark         | 18                   | 0                    | 0                    | 7                    | 15                   | 261                  | 2n                   |
| 2017      | Fórmula 4 Britànica                  | Carlin                | 30                   | 2                    | 2                    | 2                    | 10                   | 356                  | 3r                   |
| 2017      | Eurocopa de Fórmula Renault          | R-ace GP              | 3                    | 0                    | 0                    | 0                    | 0                    | 0                    | NC†                  |
| 2017      | Copa Nord-europea de Fórmula Renault | R-ace GP              | 2                    | 0                    | 0                    | 0                    | 0                    | 24                   | 23è                  |
| 2017      | V de V Challenge                     | R-ace GP              | 3                    | 1                    | 1                    | 0                    | 3                    | 99                   | 28è                  |
| 2018      | Eurocopa de Fórmula Renault          | R-ace GP              | 20                   | 3                    | 2                    | 3                    | 7                    | 218                  | 4t                   |
| 2018      | Copa Nord-europea de Fórmula Renault | R-ace GP              | 12                   | 1                    | 0                    | 2                    | 3                    | 87                   | 5è                   |
| 2019      | FIA Fórmula 3                        | Carlin Buzz Racing    | 16                   | 0                    | 0                    | 0                    | 0                    | 5                    | 19è                  |
| 2019      | Gran Premi de Macau                  | Carlin Buzz Racing    | 1                    | 0                    | 0                    | 0                    | 1                    | N/A                  | 3r                   |
| 2020      | FIA Fórmula 3                        | Prema Racing          | 18                   | 2                    | 3                    | 2                    | 6                    | 160                  | 3r                   |
| 2021      | FIA Fórmula 3                        | Charouz Racing System | 20                   | 1                    | 0                    | 0                    | 4                    | 102                  | 7è                   |
| 2021      | European Le Mans Series - LMP2       | Racing Team Turkey    | 2                    | 0                    | 1                    | 0                    | 0                    | 21                   | 19è                  |
| 2021      | Michelin Le Mans Cup - GT3           | Iron Lynx             | 3                    | 2                    | 2                    | 3                    | 3                    | 51                   | 6è                   |
| 2021      | FIA Fórmula 2                        | HWA RACELAB           | 3                    | 0                    | 0                    | 0                    | 0                    | 0                    | 29è                  |
| 2021      | Fórmula 1                            | Williams Racing       | Pilot de proves      | Pilot de proves      | Pilot de proves      | Pilot de proves      | Pilot de proves      | Pilot de proves      | Pilot de proves      |
| 2022      | FIA Fórmula 2                        | Carlin                | 28                   | 2                    | 2                    | 0                    | 4                    | 148                  | 4t                   |
| 2022      | Fórmula 1                            | Williams Racing       | Pilot de proves      | Pilot de proves      | Pilot de proves      | Pilot de proves      | Pilot de proves      | Pilot de proves      | Pilot de proves      |
| 2023      | Fórmula 1                            | Williams Racing       | 22                   | 0                    | 0                    | 0                    | 0                    | 1                    | 21è                  |
| 2024      | Fórmula 1                            | Williams Racing       | Temporada en progrès | Temporada en progrès | Temporada en progrès | Temporada en progrès | Temporada en progrès | Temporada en progrès | Temporada en progrès |
| Font:     |                                      |                       |                      |                      |                      |                      |                      |                      |                      |